# Нортриџ (округ Монтгомери, Охајо)
Нортбриџ (енгл. Northridge, Montgomery County) град је у америчкој савезној држави Охајо.

## Демографија
По попису из 2000. године број становника је 8.487.
| Група             | 2000.         | 2010.    |
| Белци             | 7.275 (85,7%) | 0 (0,0%) |
| Афроамериканци    | 1.011 (11,9%) | 0 (0,0%) |
| Азијати           | 7 (0,1%)      | 0 (0,0%) |
| Хиспаноамериканци | 66 (0,8%)     | 0 (0,0%) |
| Укупно            | 8.487         | 0        |